# Окінава (місто)

Окіна́ва (яп. 沖縄市, おきなわし, МФА: [okʲinawa ɕi̥]?) — місто в Японії, в префектурі Окінава.     Отримало статус міста 1974 року. Площа становить 49,00 км². Станом на 1 липня 2012 року населення складало 131 771  осіб, густота населення — 2690 осіб/км².     

## Історія
Протягом 1429–1871 років територія майбутнього міста входила до складу Рюкюської держави. 1871 року остання була перетворена на японський автономний уділ Рюкю. 1879 року цей уділ анексувала Японська імперія, яка перетворила його на префектуру Окінава.
Окінава отримала статус міста 1 квітня 1974 року.

## Галерея

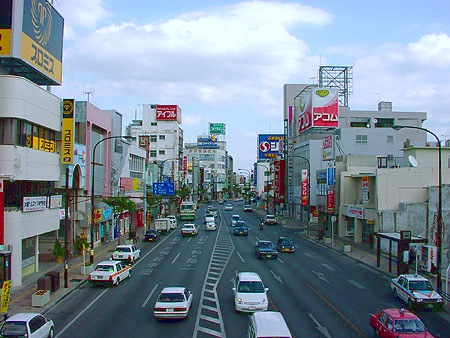
Центр міста (даунтаун)
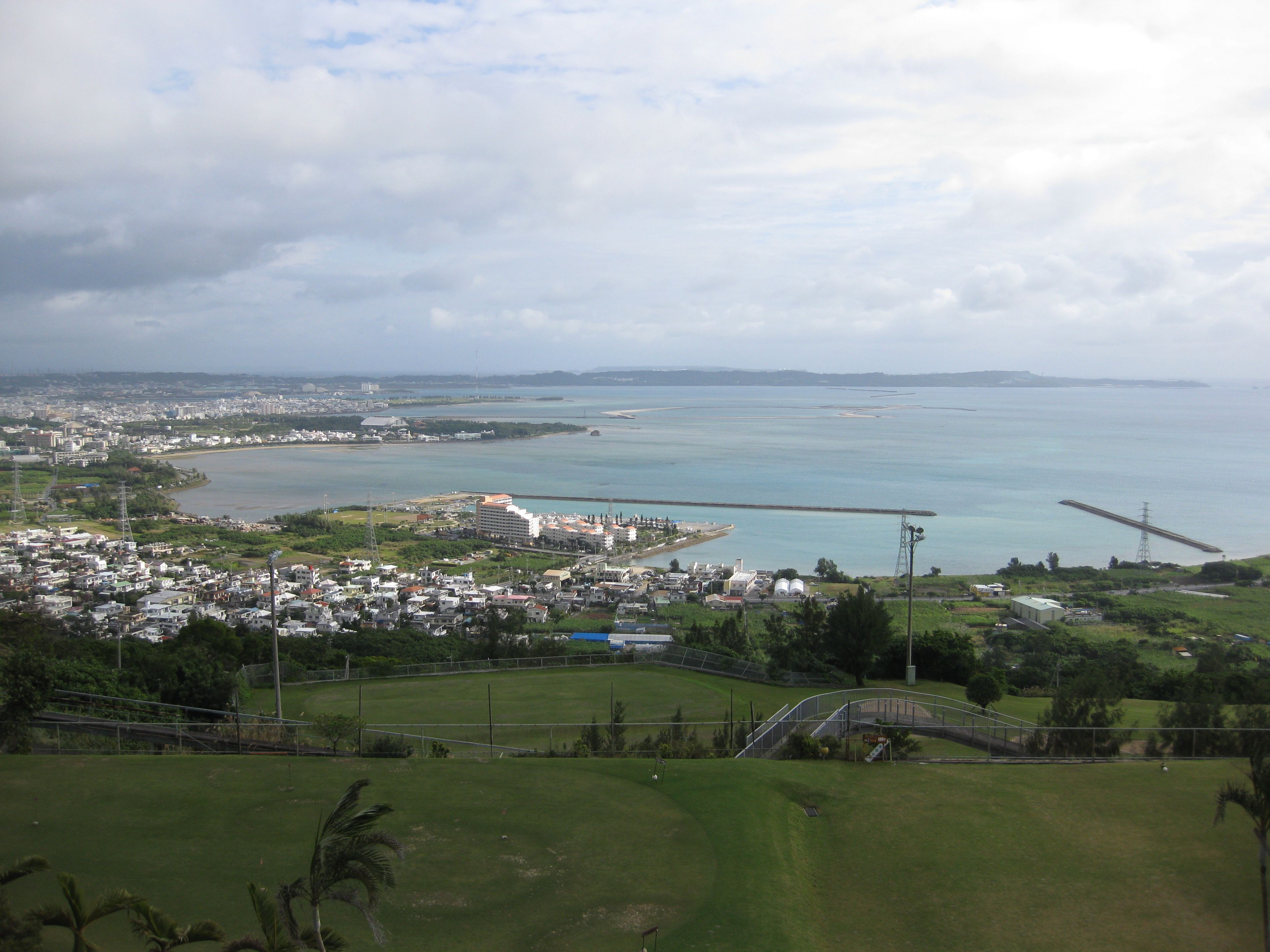
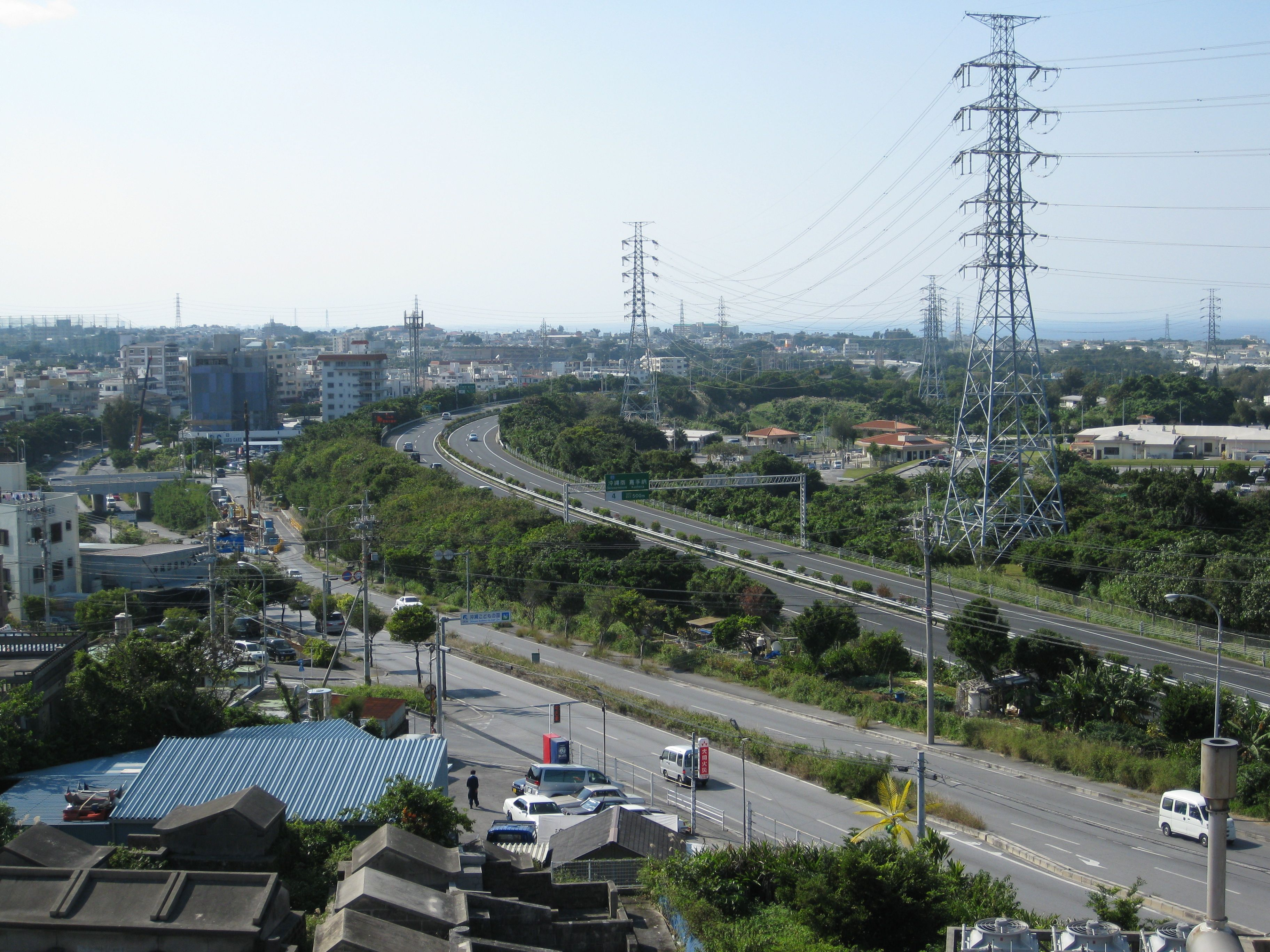
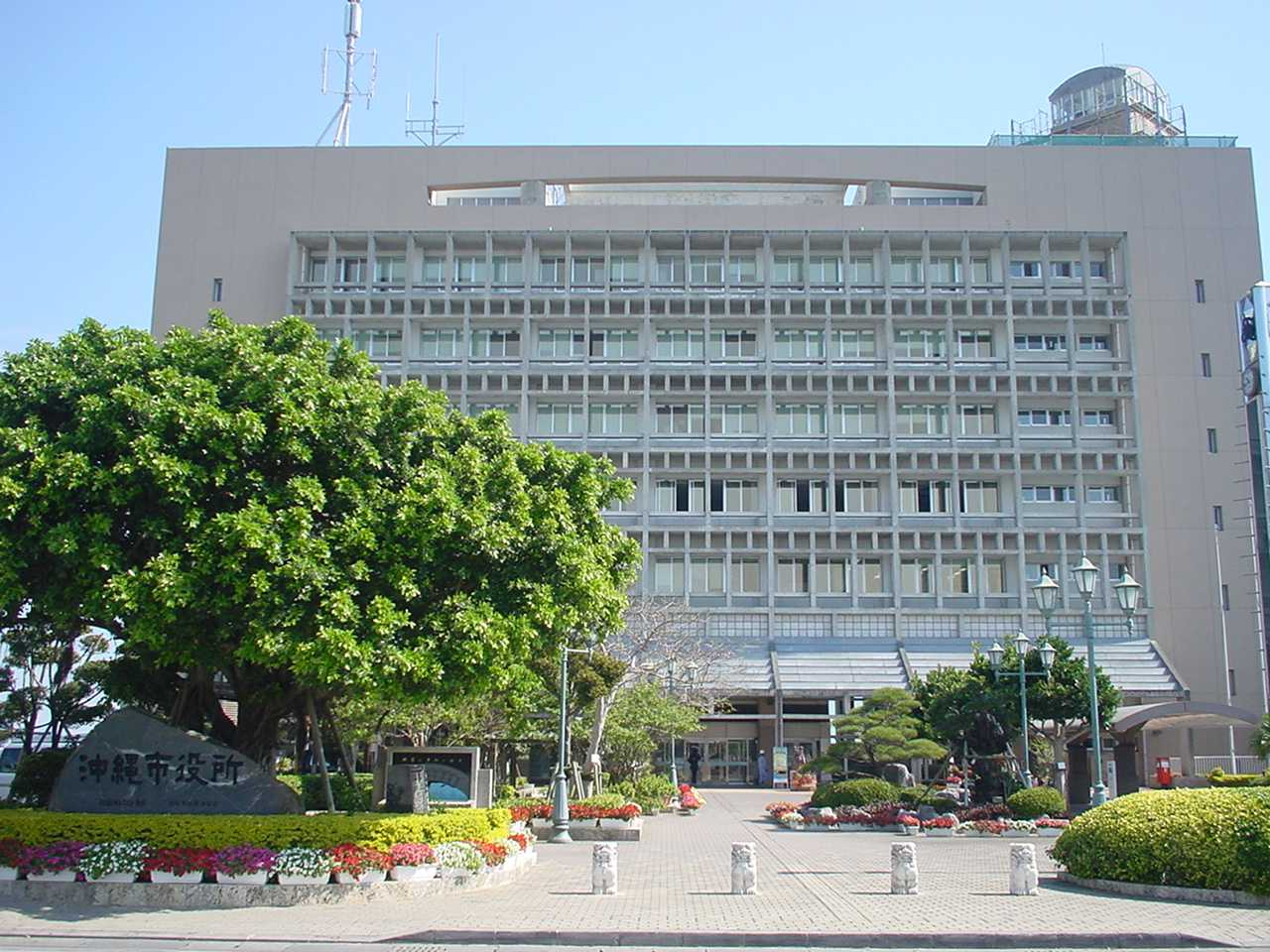
Міськрада
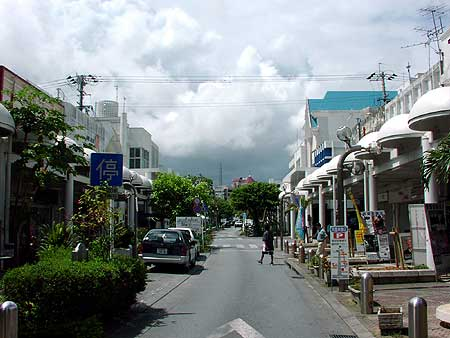